# かぶきにゃんたろう
かぶきにゃんたろう（ラテン文字表記：Kabukinyantaro）は、サンリオでデザインされたキャラクター。デザイナーは奥村心雪。
歌舞伎で有名の松竹との共同開発キャラクターで珍しく幸運を呼ぶとも言われるオスの三毛猫である。
サンリオのマスコットキャラクターは2016年デビューの愛知銀行の「リトルラヴィン」以来である。

## 概要
2017年4月29日に「ニコニコ超会議 2017」の松竹ブースでデビューする。
デザインされる前、歌舞伎をより身近に親しんでもらう為に松竹の担当者武中雅人がデザイナーの奥村心雪に歌舞伎座のキャラクターを作れないかと相談すると過去制作したイラストの中で猫のキャラクターへ良い反応をもらい、「過去、四代目の歌舞伎座に猫が住みついていたことがある」ということもあり、猫のキャラクターになったという。。
同年7月12日、にゃんたろうの誕生日に公式Twitterを開設。
2017年11月22日、「松竹の歌舞伎を応援するアンバサダー」として歌舞伎にゃんバサダーに就任した。
同月24日には、グッズデビューとしてぬいぐるみ等が発売された。
2018年3月10日から、サンリオピューロランドのミュージカルショー「KAWAII KABUKI〜ハローキティ一座の桃太郎」に映像出演をしている。
同年7月12日〜15日には、パペットで初となるグリーティングイベントが歌舞伎座の木挽町広場にて行われた。
2018年12月7日には、サンリオピューロランドで開催された「SANRIO THANKS PARTY2018」にてライブキャラクターがお披露目された。

## キャラクター
※設定は変更されることがある。この設定は2022年現在のもので、過去の資料とは異なる可能性がある。
- 名前：にゃんたろう
- とても珍しく幸運を呼ぶとも言われている三毛猫の男の子。
- 歌舞伎衣裳のたすきのような首輪を付けている。にゃんたろうが歩くと首の鈴の音が鳴る。
- 誕生日：7月12日
- 性格:好奇心旺盛でやんちゃ[4]
- 好物：アイスもにゃか(アイスもなか)
- 特技：せりふ回し[8]
- チャームポイント：背中のハートマークとピンクの肉球[8]
- 夢：歌舞伎の舞台に上がること
- 担当声優：芽衣[9]

## サンリオキャラクター大賞の順位
『いちご新聞』の読者投票企画『サンリオキャラクター大賞』には2018年より参戦している。
歴代最高順位は、第38回（2023年）の25位である。
第33回（2018年）は、まるもふびよりやこぎみゅん、ミュークルドリーミーと共に「新人賞」を受賞した。
また、いちご新聞では人気があり、20位以内に食い込んでいる時もある。
コロナ関連によるサンリオショップの臨時休業が相次ぎ、思うようにサンリオショップ店頭からの投票（チップde投票）が出来なかったため、サンリオキャラクター大賞終了後の6月12日から30日にかけて、スピンアウト企画の 「チップde投票リターンズ」がサンリオショップ各店舗で開催された。この回の票は、公式にはサンリオキャラクター大賞本戦の結果には反映されない）。
- 2018年サンリオキャラクター大賞42位（いちご新聞ランキング32位[11]）。

- 2019年サンリオキャラクター大賞30位（いちご新聞ランキング18位[12]）。
- 2020年サンリオキャラクター大賞35位（いちご新聞ランキング20位[13]）。
- 2021年サンリオキャラクター大賞32位（いちご新聞ランキング17位[14]）。
- 2022年サンリオキャラクター大賞26位（いちご新聞ランキング16位[15]）。
- 2023年サンリオキャラクター大賞25位。
- 2024年サンリオキャラクター大賞25位。
- 2025年サンリオキャラクター大賞27位。